# Oliver Detelich
Oliver Detelich (* 30. Januar 1972 in Harreshausen) ist ein amerikanisch-deutscher Tänzer, Choreograph und Ballettschulleiter. Er lebt in Berlin.

## Leben
Oliver Detelich, der amerikanischer Abstammung ist, wuchs in Westdeutschland auf. Er absolvierte seine Tanzausbildung am Dr. Hoch’s Konservatorium sowie an der Hochschule für Musik und darstellende Kunst Frankfurt am Main. Sein erstes Engagement führte ihn 1989 an das Essener Ballett unter der Leitung von Heidrun Schwaarz, das seit 1995 im Aalto-Theater beheimatet war, wo er bis 1998 tanzte.
Daniela Kurz holte ihn an das Staatstheater Nürnberg, wo er bis 2001 Teil des Ballettensembles war. Unter Blanca Li und Adolphe Binder war er 2004 Ensemblemitglied des Berlin Ballett (Komische Oper Berlin).
Seit 2005 arbeitet Oliver Detelich als freischaffender Tänzer und Choreograph. Er tanzt seither in zahlreichen Inszenierungen und Shows, auch als Solist in den ZDF-Shows von Carmen Nebel (u. a. Willkommen bei Carmen Nebel) für das Deutsche Showballett Berlin. 2009 umrahmte er mit dieser Tanzcompagnie auch die Tournee Musicaldiva von Anna Maria Kaufmann. Detelich ist zudem Power-Yoga-Lehrer und Leiter des 2007 eröffneten Center of Dance in der Kulturbrauerei in Berlin-Prenzlauer Berg.